# Équipe d'Allemagne féminine de squash
L'équipe d'Allemagne féminine de squash représente l'Allemagne dans les compétitions internationales de squash et dirigée par la Fédération allemande de squash (Deutscher Squash Verband (de)).
Depuis 1981, le meilleur résultat de l'Allemagne aux championnats du monde par équipes est deux participations aux demi-finales en 1989 et 1990.

## Équipe actuelle
- Saskia Beinhard
- Katerina Týcová
- Maya Weishar
- Aylin Guensav

## Palmarès championnats du monde de squash par équipes
| Année                         | Résultat             | Classement           | G                    | PL                   |
| ----------------------------- | -------------------- | -------------------- | -------------------- | -------------------- |
| Birmingham 1979 (en)          | Pas de participation | Pas de participation | Pas de participation | Pas de participation |
| Toronto 1981 (en)             | Phase de poule       | 13e                  | 1                    | 6                    |
| Perth 1983 (en)               | Pas de participation | Pas de participation | Pas de participation | Pas de participation |
| Dublin 1985 (en)              | Phase de poule       | 13e                  | 1                    | 5                    |
| Auckland 1987 (en)            | Phase de poule       | 7e                   | 4                    | 4                    |
| Warmond 1989 (en)             | Demi-finale          | 4e                   | 1                    | 5                    |
| Sydney 1990 (en)              | Demi-finale          | 4e                   | 2                    | 3                    |
| Vancouver 1992 (en)           | Quart de finale      | 7e                   | 3                    | 3                    |
| Guernesey 1994 (en)           | Phase de poule       | 6e                   | 3                    | 3                    |
| Petaling Jaya 1996 (en)       | Quart de finale      | 5e                   | 3                    | 3                    |
| Stuttgart 1998 (en)           | Quart de finale      | 5e                   | 3                    | 3                    |
| Sheffield 2000 (en)           | Quart de finale      | 6e                   | 4                    | 2                    |
| Odense 2002 (en)              | Phase de poule       | 10e                  | 3                    | 3                    |
| Amsterdam 2004 (en)           | Phase de poule       | 17e                  | 2                    | 4                    |
| Edmonton 2006 (en)            | Phase de poule       | 12e                  | 1                    | 5                    |
| Le Caire 2008 (en)            | Phase de poule       | 13e                  | 2                    | 4                    |
| Palmerston North 2010 (en)    | Pas de participation | Pas de participation | Pas de participation | Pas de participation |
| Nîmes 2012 (en)               | Phase de poule       | 19e                  | 3                    | 4                    |
| Niagara-on-the-Lake 2014 (en) | Phase de poule       | 15e                  | 2                    | 6                    |
| Issy-les-Moulineaux 2016 (en) | Phase de poule       | 14e                  | 2                    | 5                    |
| Dalian 2018 (en)              | Phase de poule       | 14e                  | 1                    | 5                    |
| Total                         | 18/21                | 0 titre              | 41                   | 76                   |

,